# 衣笠駿雄
衣笠 駿雄（きぬがさ はやお、1915年〈大正4年〉2月23日 - 2007年〈平成19年〉2月11日）は、日本の陸軍軍人、陸上自衛官。陸士48期・陸大55期恩賜。最終階級は帝国陸軍では陸軍少佐、陸自では統合幕僚会議議長たる陸将。第9代陸上幕僚長、第6代統合幕僚会議議長。

## 人物像
陸軍中佐・衣笠寛（陸士18期）の長男。陸軍士官学校（第48期）。陸軍大学校（第55期）恩賜の軍刀組でもある、陸士卒業時の兵科は航空兵。航空軍や航空総軍の参謀などを歴任。
戦後は公職追放を経て、警察予備隊に入隊、陸上自衛隊発足直後に戦時中、「空の神兵」と謳われた帝国陸軍挺進団（陸軍落下傘部隊）の元隊員達とともに（但し、第1次研究員は落下傘降下未経験者であった）、落下傘降下の研究を開始し、初代空挺教育隊隊長として第1空挺団の創設に尽力し、同空挺団の初代団長となる。のちは第6管区（現・第6師団）総監部幕僚長、陸上自衛隊航空学校長兼明野駐とん地司令、第3師団長、陸上幕僚副長などを歴任し、第9代陸上幕僚長に就任。その後、第6代統合幕僚会議議長に就任した。
なお、息子の衣笠陽雄も第18代第1空挺団長を務め、第4師団長（陸将）で退官した。

## 略歴
東京高師附属中学、東京陸軍幼年学校、陸軍予科士官学校を経て陸軍士官学校に入校
- 1936年（昭和11年）
  - 6月：陸軍士官学校（第48期）卒業
  - 10月：陸軍航空兵少尉任官
- 1937年（昭和12年）
  - 11月：陸軍習志野学校付
  - 12月：陸軍航空兵中尉
- 1939年（昭和14年）12月：陸軍大学校入校
- 1940年（昭和15年）8月：陸軍航空兵大尉
- 1941年（昭和16年）12月：陸軍大学校（第55期）卒業。成績優等（3位）により恩賜の軍刀を拝受[2]。
- 1942年（昭和17年）
  - 1月：陸軍航空士官学校付
  - 11月：陸軍航空士官学校教官
- 1943年（昭和18年）
  - 7月：第4航空軍参謀
  - 8月：陸軍少佐
- 1944年（昭和19年）6月：陸軍航空本部総務部部員
- 1945年（昭和20年）
  - 4月：陸軍航空本部総務部部員 兼 航空総軍参謀
  - 12月：予備役
- 1947年（昭和22年）11月28日：公職追放仮指定[3]
- 1951年（昭和26年）10月1日：警察予備隊入隊（警察士長）
- 1952年（昭和27年）5月1日：2等警察正
- 1954年（昭和29年）：福岡県香椎にて、落下傘降下第1次研究員20名の長として訓練開始。
- 1955年（昭和30年）
  - 7月：臨時空挺練習隊を創設
  - 8月31日：臨時空挺練習隊から空挺教育隊に改称、同隊隊長心得
  - 10月：習志野駐とん地に移駐
  - 12月1日：同駐とん地司令兼務
- 1957年（昭和32年）
  - 2月16日：1等陸佐に昇任
  - 3月16日：空挺教育隊長心得から同隊隊長となる（兼習志野駐とん地司令）
- 1958年（昭和33年）
  - 6月25日：第1空挺団編成完結。初代団長となる（兼習志野駐とん地司令）
  - 8月1日：陸上幕僚監部第3部（現在の防衛部）研究班長
- 1959年（昭和34年）9月1日：陸上幕僚監部第3部付
- 1960年（昭和35年）8月1日：第6管区総監部幕僚長
- 1962年（昭和37年）8月1日：陸上自衛隊航空学校長兼明野駐とん地司令
- 1963年（昭和38年）
  - 1月1日：陸将補に昇任
  - 11月16日：陸上幕僚監部第4部（現在の装備部）航空課長
- 1966年（昭和41年）7月1日：陸上幕僚監部第3部長
- 1966年（昭和43年）
  - 3月14日：第3師団長に就任
  - 3月16日：陸将に昇任
- 1969年（昭和44年）7月1日：陸上幕僚副長
- 1970年（昭和45年）7月1日：第9代 陸上幕僚長に就任
- 1971年（昭和46年）7月1日：第6代 統合幕僚会議議長に就任
- 1973年（昭和48年）1月31日：退官
- 1985年（昭和60年）4月29日：勲二等瑞宝章受章[4]
- 2007年（平成19年）2月11日：心不全のため死去（享年91）、叙・正四位[5]

## 栄典
- 勲二等瑞宝章 - 1985年（昭和60年）4月29日